# Lymfvätska
Lymfvätska även kallad lymfa är den extracellulära vätska som finns i lymfkärl och lymfnoder. Den har primärt tre uppgifter; dels transporterar den vätska som pressas ut ur blodkärl tillbaka till blodet, dels transporterar den främmande antigen till lymfknutor för att där initiera en reaktion från immunförsvaret. Lymfvätskan transporterar även fett från tarmen till blodet. En del av cellernas restprodukter från cellandningen (avfallsämnen), som hamnar i vävnadsvätskan kan transporteras från celler till blodet med hjälp av lymfvätska.